# Talilit
Talilit (en rifeño: ⵜⴰⵍⵉⵍⵉⵜⵜ, en árabe: تليليت‎, en francés: Talilit) es una comuna de Marruecos ubicada en la provincia de Driuch, región Oriental. En el censo del año 2014 contaba con una población de 5208 personas.

## Guerra del Rif
Durante la guerra del Rif se ubicó en el lugar una posición que fue ocupada por el ejército español el 3 de junio de 1921, poco antes del desastre de Annual, con la finalidad de enlazar las posiciones de Sidi Dris y Annual. Se encontraba situada a cinco kilómetros en línea recta al norte de  Annual e igual distancia al sur de Sidi Dris, el acceso se realizaba a través de un estrecho y difícil camino. Su dotación estaba formada por la 4ª compañía del II batallón del regimiento Ceriñola 42, una sección de una compañía de ametralladoras y un destacamento de artillería, en total incluyendo oficiales alrededor de 200 hombres. El 22 de julio de 1921, el oficial al mando recibió la orden de abondonar la posición y dirigirse con la guarnición a Sidi Dris, en el transcurso de la evacuación fueron atacados por los rifeños, sufriendo numerosas bajas. Solamente alcanzaron Sidi Dris 94 hombres, resultando el resto muertos. Una vez en Sidi Dris sufrieron un nuevo asedio que culminó con un intento de evacuación por mar que resultó fallido, muriendo la práctica totalidad de la guarnición.